# Санта-Марія-дель-Арройо
Санта-Марія-дель-Арройо (ісп. Santa María del Arroyo) — муніципалітет в Іспанії, у складі автономної спільноти Кастилія-і-Леон, у провінції Авіла. Населення — 105 осіб (2010).
Муніципалітет розташований на відстані близько 100 км на захід від Мадрида, 19 км на захід від Авіли.

## Демографія
Динаміка населення (INE ):